# Desmopuntius pentazona
Desmopuntius pentazona (sinonimi: Puntius pentazona, Systomus pentazona), slatkovodna riba jedna je od 7 vrsta u rodu Desmopuntius, koja pripada porodici šarana ili ciprinida (cyprinidae). Zbog svoje niske cijene poznata kao akvarijska riba za početnike. Domovina joj je Malajski poluotok i otok Sumatra u Indoneziji.
U engleskom jeziku poznata je kao fiveband barb, zlatne je boje a ime dobiva po crnim prugama s obje strane tijela, po čemu je osobito prepoznatljiv rod Abudefduf.
D. pentazona naraste maksimalno do 8.8 centimetra. Svežder je (omnivora) pa se može a i potrebno ju je hraniti i mesnom i biljnim hranom. U akvarijima se drži od pet ili više jedinki, a nakon što ženka izlegne jaja, obično oko 200, roditelje je potrebno izvaditi da ne bi pojeli jaja, a mlađ će se izleći nakon nešto više od jednog dana. Izlegnutu ribu dok dovoljno ne po-odraste potrebno je hraniti sićušnim račićima.
Kako je to tropska riba, najniža temperatura vode ne smije biti niža od 23°C pa do najviše 29°C (odnosno 74–84 °F).
Komercijalni značaj D. pentazona je jedino za akvaristiku. Opisao ju je (Boulenger, 1894)

## Vanjske poveznice
- Systomus pentazona - Five-banded barb